# Луцька гімназія № 18
Комунальний заклад "Луцька гімназія №18 Луцької міської ради Волинської області" (короткі назви: Лінгвістична гімназія № 18; Луцька гімназія № 18) — загальноосвітній навчальний заклад ІІ—ІІІ ступенів із поглибленим вивченням іноземних мов.

## Коротка історія
Школу було засновано у 1976 році як загальноосвітню школу з російською мовою навчання. У школі навчалося 1176 учнів.
1995-го року в гімназії був створений Народний фольклорний колектив «Калиновий цвіт», який є переможцем та лауреатом багатьох фестивалів та конкурсів (Міжнародний фестиваль українського фольклору «Берегиня» (Луцьк); «Славянський вінець» (Болгарія); «Котилася торба» (Дубно); «Древлянські джерела» (Рівне); «Wzesnia 2003» (Польща); «Дні баварської культури в Мюнхені» (Мюнхен); «Підляська осінь» (Польща); «Зелені свята» (Пирогово) та ін.
В 1996 році навчальний заклад здобув статус гімназії. До цього періоду було запроваджено вивчення декількох іноземних мов: англійської, німецької, французької, польської, іспанської. Цього ж року було завершено будівництво гімнастичної зали.

## Опис
Гімназія розташовується у 3-поверховій будівлі на проспекті Відродження, 20А та має 39 класних кімнат, включаючи спеціалізовані кабінети:
- інформатики (2);
- біології (1);
- географії (1);
- фізики (1);
- хімії (1);
- іноземних мов (4).

Кабінет інформатики обладнаний 20 робочими місцями (наповнюваність класів <20) та інтерактивним комплексом.
Загальна спортивна зала має універсальний волейбольний та баскетбольний майданчики, поле для гандболу та мініфутболу. Окрім загальної, є гімнастична зала, побудована у 1996 р. Гімназія також має обладнаний тренажерами спортивний майданчик для занять спортом на свіжому повітрі. Учні школи також мають можливість вдосконалювати спортивну майстерність у ДЮСШ міста Луцька.  
У гімназії працюють їдальня та групи продовженого дня.
В 2016/2017 навчальному році в гімназії навчалися 1051 учень, із них:
- у початковій школі — 506;
- у середніх класах (5-9) — 430;
- у старших класах (10-11) — 115.

Спеціалізацією гімназії є іноземна філологія. Усі учні мають змогу вивчати дві іноземні мови. Першою мовою є англійська, яку розпочинають вчити у початковій школі з першого класу. Окрім англійської, учні початкових класів також мають можливість вивчати і польську. Другу мову можна обрати із наступних:французька, німецька, іспанська, яку розпочинають вивчати з 5-го класу. У середніх і старших класах поглиблено вивчати польську можна факультативно.

## Педагогічний колектив
Загальна кількість вчителів станом на 2016/17 навчальні роки становила 86 осіб, із них вчителів із вищою освітою — 86, із яких 85 мають повну вищу освіту та 46 є спеціалістами вищої категорії. До педагогічного колективу входять методичні об'єднання вчителів (у гімназії їх любовно називають «кафедрами»):
- початкових класів;
- суспільних дисциплін;
- англійської мови;
- 2-ї іноземної мови;
- естетичного напряму;
- математики, фізики, інформатики;
- природничих дисциплін;
- української мови і літератури та зарубіжної літератури;
- фізичної культури та виховання;
- а також, психологічна служба.

Щорічно вчителі систематично підвищують свою кваліфікацію, беруть участь у всеукраїнських та міжнародних педагогічних і наукових конференціях, обміні досвідом та у співпраці із іншими школами і вищими навчальними закладами, участь у міжнародних освітніх проектах. Окрім цього, кращі педагоги гімназії щорічно беруть участь у регіональних та всеукраїнських конкурсах «Учитель року» у різних номінаціях. В 2018 р. переможцем Всеукраїнського конкурсу «Учитель року 2018» у номінації «Німецька мова» став учитель Луцької гімназії № 18 Михайло Яковчук.

## Досягнення та рейтинги
У рейтингу шкіл України за результатами ЗНО 2017 року найкращим загальноосвітнім навчальним закладом міста Луцьк є Луцька гімназія № 18. У загальнонаціональному рейтингу гімназія посіла 24-те місце й увійшла у 30-ку кращих шкіл України.
У 2020 році гімназія посіла другу сходинку рейтингу навчальних закладів міста.
Учні гімназії беруть активну участь у міських, обласних та всеукраїнських предметних олімпіадах та добиваються визначних результатів.

## Спорт
У гімназії функціонують спортивні гуртки:
- волейболу;
- баскетболу;
- карате;
- гімнастики.

Учні гімназії беруть активну участь у спортивному житті рідної школи, міста, області, держави та відстоюють честь гімназії на міжнародних змаганнях із мініфутболу на відкритих майданчиках та футзалу, волейболу та баскетболу, шашок та шахів, кульової стрільби, настільного тенісу, дитячих спортивних ігор «Нащадки козацької слави», «Старти надій», «Веселі старти». Учениця гімназії, вихованка КЗ «ДЮСШ № 2 м. Луцька» Кобиш Іванна захищала честь України на Всесвітній гімназіаді в Марокко.